# Luigi Grechi (album)
Luigi Grechi è il secondo album del cantante italiano Luigi Grechi, pubblicato nel gennaio del 1977 dalla PDU.

## Descrizione
Come il precedente Accusato di libertà, anche questo disco è registrato negli Studi La Basilica di Milano e studi PDU di Lugano, con lo stesso produttore Roy Tarrant (noto per aver lavorato con i Tangerine Dream e per essersi occupato di molti dischi jazz) e lo stesso staff del precedente, con l'aggiunta di Carlo "Poppy" Russo alla chitarra acustica, Mariano De Simone (del gruppo Hillbilly String Band) al banjo e Roger Belloni alla chitarra.
Tra i brani sono da ricordare la bella Canzone d'autunno (1943), storia di un partigiano, Le chiavi, brano che verrà anche reinciso in seguito ed Elogio del tabacco, canzone su cui si punta per la promozione radiofonica (verrà trasmessa spesso da Supersonic) e che, affrontando in maniera ironica il tema del fumo, trova il modo di citare la fuga della diossina avvenuta alla fabbrica ICMESA di Seveso il 10 luglio del 1976 (nei versi «...e la nube che produco, cosciente od incosciente / a confronto di ben altre è niente o quasi niente»). Questi due brani sono anche quelli scelti per la pubblicazione su 45 giri.
Due canzoni del disco sono scritte da Francesco De Gregori: Rosso corallo e La strada è fiorita, entrambe opere giovanili e mai pubblicate ufficialmente nella sua discografia (Rosso corallo è però reperibile su bootleg, in una registrazione del 1974)
Vi è inoltre una cover di una canzone di John Prine, Souvenirs.

## Tracce

### LP
Lato A
1. Le chiavi – 4:13 (Luigi Grechi)
2. Canzone d'autunno (1943) – 4:17 (Luigi Grechi)
3. Se la mia penna fosse un'ala – 3:32 (Luigi Grechi)
4. Rosso corallo – 3:04 (Francesco De Gregori)
5. Souvenirs – 3:40 (John Prine, Luigi Grechi)

Lato B
1. La strada è fiorita – 4:29 (Francesco De Gregori)
2. Elogio del tabacco – 3:11 (Luigi Grechi)
3. Anelli alle tue dita – 4:21 (Luigi Grechi)
4. Disco a 78 giri – 4:13 (Luigi Grechi)
5. Le chiavi (reprise) – 1:45 (Luigi Grechi)

## Formazione
- Luigi Grechi - voce, chitarra
- Pietro Bianchi - pianoforte, fiddle, organo Hammond, eminent
- Andrea Centazzo - batteria, percussioni
- Franco Feruglio - basso
- Carlo Russo - chitarra acustica, steel guitar
- Roger Belloni - chitarra classica (brano: Souvenirs)
- Mariano De Simone - banjo (brano: Elogio del tabacco)

Note aggiuntive
- Roy Tarrant - produttore e direzione
- Pietro Bianchi - arrangiamenti
- Registrato negli studi PDU di Milano e Lugano
- Abramo Pesatori e Nuccio Rinalds - tecnici della registrazione
- Andrea Centazzo - mixdown
- Abramo Pesatori - transfer
- Roberto Masotti - foto copertina album
- Eleonora Toffolo - logo
- Luciano Tallarini - art director[2]